# UNIX System III
System III（システムスリー）は、AT&TのUnix Support Group (USG) がリリースしたUNIXオペレーティングシステムのバージョンである。
ベル研究所から最初にリリースされたのは1982年である。System IIIは、AT&T内部で使われていた様々なUNIX (PWB/UNIX, CB UNIX, UNIX/RT, UNIX/32V) の機能をつぎはぎしたものであった。System IIIはDEC PDP-11とVAXコンピュータ上で動作した。
System IIIと名づけられたのは、ベル研究所内部で使われていた UNIX/TS 3.0.1およびCB UNIX 3の外部リリースに相当するためである。文書ではUNIX Edition 3.0とされていた。System IおよびSystem IIという名称の UNIXは存在しない。また、UNIX/TS 4.0が公式にリリースされることも無かったため（もし外部にリリースされていれば、System IVとされていただろう）、System IIIの後継はUNIX/TS 5.0に基づいたSystem V となった。
System IIIはVersion 7 Unixに追加する形で様々な改良を実現している（名前付きパイプ、unameシステムコールおよびコマンド、ランキュー）。しかし、これにはBSDでなされた特筆すべき改良、たとえばcshやスクリーンエディタなどを全く含んでいなかった。
System IIIの派生製品（サードパーティー）としては、HP-UX、IRIX、PC-UX、IS/3、Venix、Xenixなどがある。